# Henrique Júnior
Henrique Cesar Ferreira de Melo Lima Junior (Teresina, 18 de setembro de 1985) é um representante comercial e político brasileiro filiado ao Partido Liberal (PL). Foi deputado federal suplente pelo Maranhão, exercendo o mandato de 6 de dezembro de 2023 até 4 de abril de 2024, durante o afastamento do titular Pastor Gildenemyr.

## Carreira política
Nas eleições de 2022, Henrique Júnior foi candidato a deputado federal pelo Maranhão e obteve 19.450 votos, ficando como suplente pelo PL.
Assumiu o mandato de deputado federal em 6 de dezembro de 2023, em substituição a Pastor Gildenemyr, titular da cadeira pelo PL, que se licenciou do cargo. Permaneceu no cargo até 4 de abril de 2024, quando o deputado retornou ao exercício do mandato.

## Atuação parlamentar
Durante seu mandato na Câmara dos Deputados, Henrique Júnior integrou as seguintes comissões:
- Comissão de Saúde (titular de 12 de dezembro de 2023 a 4 de fevereiro de 2024; suplente de 6 de março a 4 de abril de 2024);
- Comissão de Defesa dos Direitos da Pessoa Idosa (titular de 6 a 12 de dezembro de 2023);
- Comissão de Integração Nacional e Desenvolvimento Regional (titular de 6 de março a 4 de abril de 2024);
- Comissão Especial da PEC 169/19 - Acumulação de Cargo de Professor (suplente de 6 a 12 de dezembro de 2023);
- Comissão Especial da PEC 005/23 - Imunidade Tributária (titular em 6 de dezembro de 2023; suplente de 6 de dezembro de 2023 a 7 de fevereiro de 2024 e de 7 de fevereiro a 4 de abril de 2024).